# Еркалиев, Аби
Аби Еркалиев (каз. Әби Еркалиев; 1890, Лбищенский уезд, Уральская область — 26 мая 1975, Кзылкогинский район, Гурьевская область) — старший табунщик колхоза «Миялы» Кызылкогинского района Гурьевской области, Казахская ССР. Герой Социалистического Труда (1948).

## Биография
Еркалиев Аби родился в 1890 году.
В 10 лет остался без отца и вместе со старшим братом стали работать, чтобы прокормить семью. С 1930 по 1956 год был членом сельскохозяйственной артели «Миялы», где проработал в колхозе более 25 лет.
В 1935 году при колхозе открылась конеферма, куда привезли 30 лошадей из Актюбинской области. Каждый год умело сохранял количество поголовья. В годы Великой Отечественной войны на фронт подготовили и отправили немало лошадей.
Аби достиг особых успехов в 1946 году, когда получил и вырастил 53 жеребёнка от 53 кобыл, при плане 51. В 1947 году получил и вырастил 73 жеребёнка от 61 кобыл, при плане 61.
Указом Президиума Верховного Совета СССР от 23 июля 1948 года «за получение высокой продуктивности животноводства в 1947 году при выполнении колхозом обязательных поставок сельскохозяйственных продуктов и плана развития животноводства» удостоен звания Героя Социалистического Труда с вручением Ордена Ленина и золотой медали Серп и Молот.
Аби Еркалиев продолжал работать табунщиком до 1956 года до ухода на заслуженный отдых. С 1968 года персональный пенсионер Союзного значения. Жил в совхозе имени Джангельдина Кызылкугинского района Гурьевской области.

## Память
Улице в селе Жангельдино Кзылкогинского района присвоено имя «Әби Еркалиев».